# José Renato da Silva Júnior
José Renato da Silva Júnior, genannt Renato (* 19. Januar 1990 in Maceió), ist ein brasilianischer Fußballspieler. Der Rechtsfuß wird als rechter Abwehrspieler eingesetzt.

## Karriere
Renato begann seine Laufbahn beim unterklassigen SC Corinthians Alagoano in seiner Heimatstadt Maceió. Hier schaffte der Spieler 2009 auch den Sprung in den Profikader. Nach einer Zwischenstation beim SE São Luiz kam er Anfang 2010 zu Sport Recife, welcher in der Saison in der Série B spielte. Renato bestritt sein erstes Ligaspiel am 22. Mai 2010 gegen den ADRC Icasa. Hier wurde er nach der Halbzeitpause eingewechselt. Sein erstes Ligator gelang ihm in der Folgesaison 2011. Den Treffer erzielte er im Spiel gegen CA Bragantino am 15. Oktober.
Zur Saison 2013 wurde Renato an den Ligakonkurrenten ABC Natal ausgeliehen. Nach der Saison kehrte er zunächst zu Sport zurück und gewann im Frühjahr 2014 mit diesem die Copa do Nordeste. Zum Ligabetrieb 2014 kehrte der Spieler dann wieder auf Leihbasis zurück um ABC Natal.
Ab der Saison 2015 gehörte Renato zum Kader des Série A Klubs Fluminense FC aus Rio de Janeiro. Nach Ende der Saison ging es für ihn aber wieder zurück in die Série B. Er wurde an den Avaí FC ausgeliehen. Nachdem Renato zur Saison 2017 zu Fluminense zurückgekehrt war, kam er in dem Jahr zu einigen Einsätzen. Am Ende der Saison wurde sein Wechsel zum Ceará SC bekannt. Zu Beginn der Meisterschaftsrunde 2018 in der Série B kehrte Renato wieder zu Avaí zurück. Mit dem Klub wurde er in der Saison Tabellendritter. Renato steuerte in 33 Spielen zwölf Tore zum Wiederaufstieg von Avaí bei. Er war damit Avaís erfolgreichster Torschütze in der Liga und der viertbeste in der Liga insgesamt. Nach der Saison wechselte Renato zum künftigen Ligakonkurrenten in der Série Chapecoense. Hier erhielt er einen Vertrag über zwei Jahre. Renato trat mit Chapecoense noch in der Staatsmeisterschaft von Santa Catarina 2020 an. Beim Titelgewinn in dem Wettbewerb im September war er nicht mehr Teil der Mannschaft. Sein Vertrag war bereits im Mai gekündigt worden. Renato unterschrieb daraufhin erneut bei Avaì. Es wurde seine dritte Anstellung bei dem Klub.
Zur Saison 2023 wechselte Renato zum Clube de Regatas Brasil. Ein Jahr später wechselte er erneut. Er ging zur AA Ponte Preta, wo er einen Vertrag bis Jahresende 2024 erhielt. Dieser Kontrakt wurde im Dezember des Jahres um ein Jahr verlängert.

## Erfolge
Sport
- Copa do Nordeste: 2014

Ceará
- Staatsmeisterschaft von Ceará: 2018

Avaí
- Staatsmeisterschaft von Santa Catarina: 2021

CRB
- Staatsmeisterschaft von Alagoas: 2023